# Шумерський календар
Шумерський календар — календар шумерів.
Шумерські календарі були місячно-сонячними. Вони складалися з двох півріч — Ентен (холодний та вологий сезон) і Емеше (суха та спекотна пора року) і 12 місяців. У шумерський час пори року не були виділені. Для зрівнювання місячного і сонячного циклів кожні кілька років після одного з півріч вставлявся тринадцятий місяць, колишній або VI—II, або XII—II. Рік починався навесні, після першого молодого місяця, що слідував за розливом річок. Весна відзначалася двома подіями — жнивами ячменю і так званою «повінню коропів».
Відомі календарі з шумерських міст Ніппур, Ур, Лагаш,  Умма, Урук (частково), Адаб. Відомості про них дійшли з господарських і адміністративних документів, що відносяться до III тисячоліття до нашої ери. Тут згадуються назви місяців, дні місяців і списки жертвопринесень до різних свят. Іноді зустрічаються назви ритуалів.
Єдиний календар, місяці та обряди якого відображені в коментарях, походить з Ніппура. Перша згадка цього календаря сягає епохи уммійського правителя Лугальзаггесі (кінець XXIV ст. до н. е.). Однак всі коментарі датуються або Середньовавилонським (XVI—XI ст.), або Новоассирійським (VIII—VII ст.) часом. Ніппурський календар складався з наступних місяців:
1. Бараг-заг-гар-ра «престол святилища»
2. Гуд-сі-са «напрямок волів (на плужну оранку)»
3. Сиг-у-шуб-ба-гар «вміщення цегли в цегляну форму»
4. Шу-нумун-а «місяць сівби»
5. Ізі-ізі-гар-ра «місяць запалювання вогнів»
6. Кін-Инанна «місяць обряду богині Інанни»
7. Дуль-куг «місяць Священного Пагорба»
8. Апіна-ду-а «місяць відпускання плугу (з ріллі)»
9. Ган-ган-ед «місяць виходу Вбивці (= Нерґала)»
10. Аб-ба-ед «місяць виходу батьків» (або «місяць виходу моря»)
11. Зіз-а (друге читання — удра) «місяць двозернянки або полби» (друге читання — місяць темряви)
12. Ше-гур-куд «місяць жнив»

Ніппурський календар спочатку вживався тільки на території Ніппура. Однак з початку II тисячоліття до н. е. він стає загальнодержавним календарем Стародавньої Південної Месопотамії та використовується на території міст Ісін і Ларса. В епоху Хаммурапі Вавилон користується власним календарем. З початку каситського періоду Ніппурські місяці вживаються поряд з місяцями стандартного вавилонського календаря, а їх назви (по першому знаку) ідеографічно замінюють повне складове написання вавилонських місяців.